# 臺中軟體園區
24°05′08″N 120°41′38″E / 24.0854663°N 120.6937633°E
臺中軟體園區（簡稱中軟園區）為中華民國經濟部於臺灣中部成立的軟體園區，位於台灣臺中市大里區東湖內，隸屬經濟部產業園區管理局管理，2018年12月正式啟用。原址為臺灣省菸酒公賣局閒置的菸類試驗所，面積共4.96公頃。軟體產業專用區共分4區塊，A、D為區內事業租地自建自用，B、C為開發商投資興建，再租售給區內事業；目前已核准148家雲端大數據、人工智慧、物聯網、電競、資通訊與文創等廠商進駐。

## 歷史

### 公賣局菸類試驗所
台灣日治時期1904年實施菸草專賣制度，由於當時的煙草栽培技術不佳，專賣局於是開始進行煙草品種改良，引進中國種菸草。在1905年，專賣局在菸葉產量最多的豐原地區設立「煙葉耕作指導所」，位在豐原街南坑。1920年1月，改名為「葫蘆墩煙葉耕作指導所」，同年9月在更名為「豐原煙葉耕作指導所」。在1922年實施酒專賣後，專賣局豐原出張所成立，並下轄豐原菸葉耕作指導所。而豐原出張所在1928年1月裁撤後，豐原菸葉耕作指導所改隸屬於專賣局臺中支局，並在1934年12月更名為「臺中支局煙草試驗場」。後來因自美國引進的黃色種菸草需求增加，故專賣局規畫將煙草試驗場搬到適合栽種黃色種之場地，並在1938年4月搬到了大里庄草湖。1939年6月，煙草試驗場改由專賣局直轄。
二戰後，專賣局煙草試驗場改為公賣局「菸葉試驗所」，並將屏東九如、花蓮吉安的試驗場歸該所管轄。1994年，更名為「菸類試驗所」。

### 臺中軟體園區

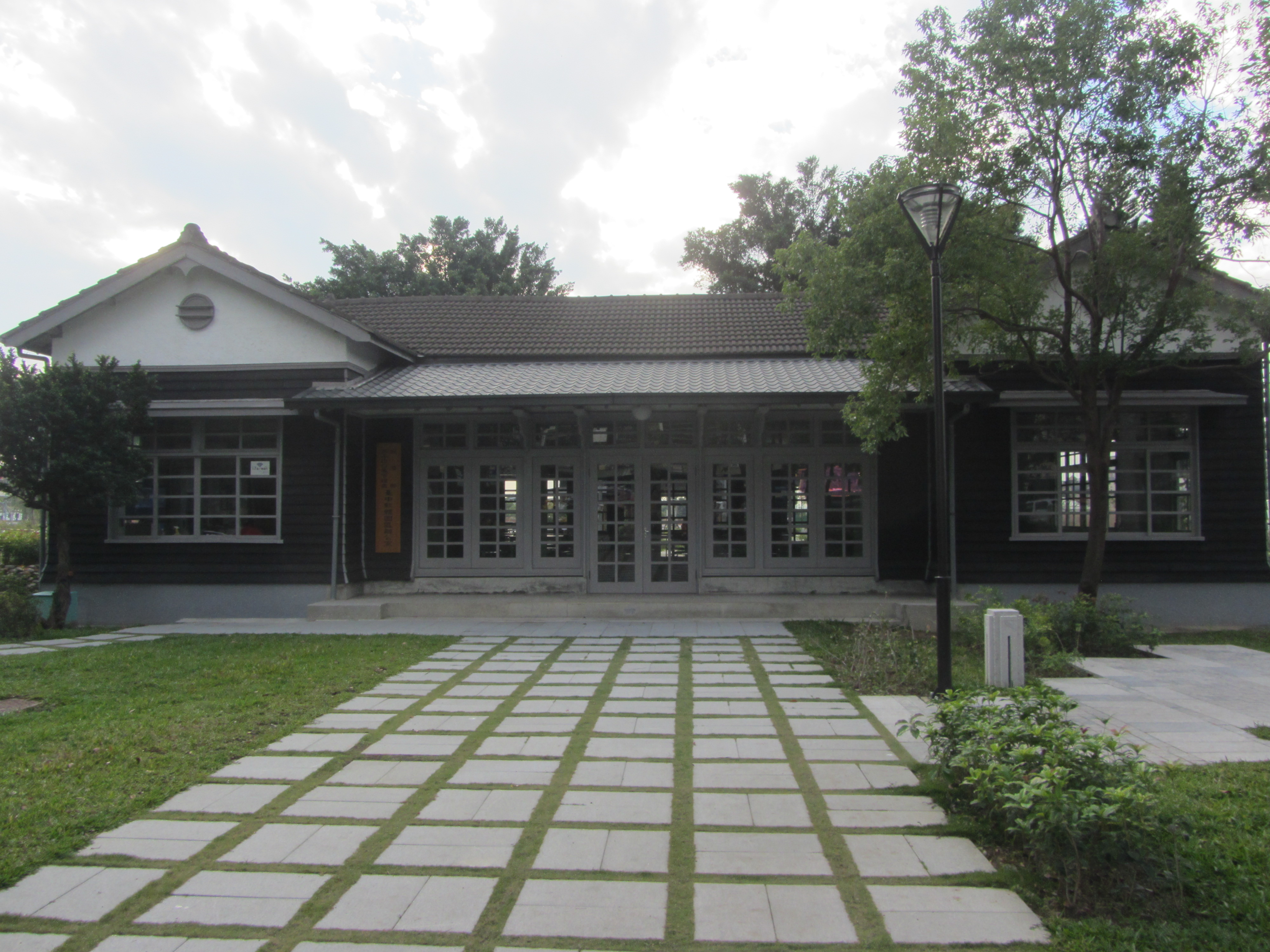
原公賣局菸類所辦公室(現為大里杙棧文創館)

經濟部為配合行政院之愛台十二建設，積極推動「中彰投產業創新走廊」，以發展臺灣中部地區資訊軟體產業。菸酒公賣局在公司化後，菸類試驗所便閒置，而此處交通區位便捷、位置及規模適中，於是經濟部自2011年3月，開始規劃在臺中市大里區原菸酒公賣局菸葉試驗場之國有土地設立中部軟體園區。2011年12月12日，行政院核定「加工出口區臺中軟體園區設置計畫」，由經濟部產業園區管理局負責開發營運管理，2018年12月4日完工啟用。
園區內仍保留著公賣局菸類試驗所的辦公廳舍，在2020年修復活化後作為「大里杙棧文創館」咖啡廳。

## 園區藝術商鋪
藝術文創
- 中陽藝術
- 羅美藝術坊
- 豐原漆藝館
- 玲瓏窯
- 藏山窯
- 大古鐵器
- 嘉雲製傘
- 剛哥賣皂
- 10x10
- 小袋子
- 希諾奇台灣檜木藝術館
- 三維立體
- 玩具獵人
- 敦品製筆
- 珠友

美食街
- 溱餚
- HAMA壽司
- 鰻丼作
- すき家Sukiya
- 巧克力雲莊
- 瑞育朋
- 萬育食品
- 神茶油
- 咕嚕貓咖啡
- 陳允寶泉
- 樹下NO.712茶
- 金門酒廠

## 交通
大眾運輸
- 臺中市公車：大里區圖書館(中興路)、財政部印刷廠、草湖：50、53、107、108、132、201
- 公路客運：6268、6322、6871、6899

周邊主要道路
- 一般道路：中興路、仁化路、環中東路、環河路
- 國道快速公路：台74線大里二交流道

## 周邊設施
- 大里文創聚落、Dail Art國際藝術村
- 財政部印刷廠
- 臺中市立圖書館大里分館
- 臺中市私立青年高級中學
- 澄清醫院大里分院
- 大里工業區、仁化工業區
- 修平科技大學
- 經濟部水利署水利規劃分署
- 經濟部水利署中區水資源分署
- 臺中市政府警察局霧峰分局
- 臺中市立霧峰農業工業高級中等學校
- 中台灣影視基地
- 朝陽科技大學

## 参見
- 南港軟體園區
- 高雄軟體園區

## 外部連結
- 臺中軟體園區 （页面存档备份，存于）（繁體中文）
- 大里文創聚落-台中軟體園區 （页面存档备份，存于）（繁體中文）